# San Carlos (Chile)
San Carlos ist eine Gemeinde der Región de Ñuble mit 53.024 Einwohnern (2017). Sie ist die Hauptstadt der Provinz Punilla.

## Geografie
San Carlos ist eine geschäftige Marktstadt, die ungefähr in der Mitte des landwirtschaftlichen Kernlandes von Chile liegt, etwa 365 km südlich von Santiago und 133 km nordöstlich von Concepción. Sie liegt in einer Schwemmlandebene zwischen dem nahe gelegenen Chillán und dem Fluss Perquilauquén. Die Gemeinde erstreckt sich über eine Fläche von 874 km². Ihr Territorium liegt fast vollständig in der fruchtbaren, zentralen Ebene oder „depresión intermedia“ (chilenisches Zentraltal).

## Geschichte
Die Stadt wurde am 3. Juli 1800 von einem Spanier namens José Joaquín del Pino de Rozas y Negrete gegründet.
Am 15. Mai 1813 war San Carlos Schauplatz einer der wichtigsten Schlachten des chilenischen Unabhängigkeitskrieges, der Schlacht von San Carlos, in der die separatistische Armee unter der Führung von General José Miguel Carrera die royalistische Armee besiegte. Der Ausgang der Schlacht legte den Grundstein für den Aufstand gegen die Spanische Herrschaft in der gesamten Region.

## Demografie
Laut der Volkszählung 2017 lebten in der Gemeinde San Carlos 53.024 Personen. Davon waren 25.425 Männer und 27.599 Frauen, womit es einen leichten Frauenüberschuss gab.